# Szaljut–5
A Szaljut–5 a szovjet Szaljut sorozat Almaz típusú katonai űrállomása volt (alternatív jelölése Almaz-3). 1976. június 22-én indították a bajkonuri űrrepülőtérről Proton hordozórakétával. A korábbi Almaz űrállomásokhoz képes újdonság volt a fedélzetén elhelyezett rádiólokátor, amellyel a felhőréteg alatt is feltérképezhető volt a földfelszín.
Az űrállomás 1977. augusztus 8-án 6630 keringés után belépett a légkörbe és megsemmisült. A Szaljut–3 és a Szaljut–5 küldetés kiértékelése alapján a személyzettel működő felderítő Almaz űrállomások programját törölték.
A Szaljuton tartózkodó űrhajósok különféle időtartam-rekordokat állítottak fel, kipróbálták a felszerelést és a módszereket, amiket később a nagyobb Mir űrállomásokon a szovjetek alkalmazni tudtak.

## Küldetés
Katonai űrállomásról lévén szó, programja nagyrészt titkos feladatokból állt.

## Az űrállomáshoz indított űrhajók

### Szojuz–21
Az űrhajót 1976. július 6-án indították, majd a következő napon, július 7-én sikeresen összekapcsolódott az űrállomással, és a kéttagú személyzet átszállt az űrállomásra. A személyzet feladata felderítési célú fényképfelvételek készítése volt.
A két hónapra tervezett űrrepülést Vitalij Zsolobov megbetegedése (erős fejfájásra panaszkodott) miatt idő előtt, a 49. napon megszakították. Más források szerint a korai visszatérés oka az űrállomás levegőjének elszennyeződése volt.
A szétkapcsolódás során a kapcsolószerkezet nem nyílt ki teljesen, így a Szojuz nem tudott eltávolodni az űrállomástól. Részben földi segítséggel sikerült megoldani a problémát és megkezdeni a leszállást. A nehézségeket fokozta, hogy erősen eltértek a tervezett visszatérési pályától, emiatt a kutató-mentő csoport nehezen találta meg őket, valamint  a visszatérő egység erősen a földnek ütődött. A visszatérés előtti fokozott edzésprogramot a korai visszatérés miatt nem hajtották végre, ezért legyengülve, rossz egészségi állapotban jutottak vissza a Földre. A kapszulát ugyan saját erőből hagyták el, de egy ideig problémát okozott a felegyenesedett járás.

### Szojuz–23
A következő személyzetet a Szojuz–23 szállította volna, azonban az összekapcsolás nem sikerült, mivel a megközelítést végző automatika hibásan működött. Ezért éjszakai leszállást hajtottak végre. A leszállás a tervezettől távol, a Tengiz-tóra sikerült. Ez volt az első eset, amikor Szojuz űrhajó vízre érkezett.

### Szojuz–24

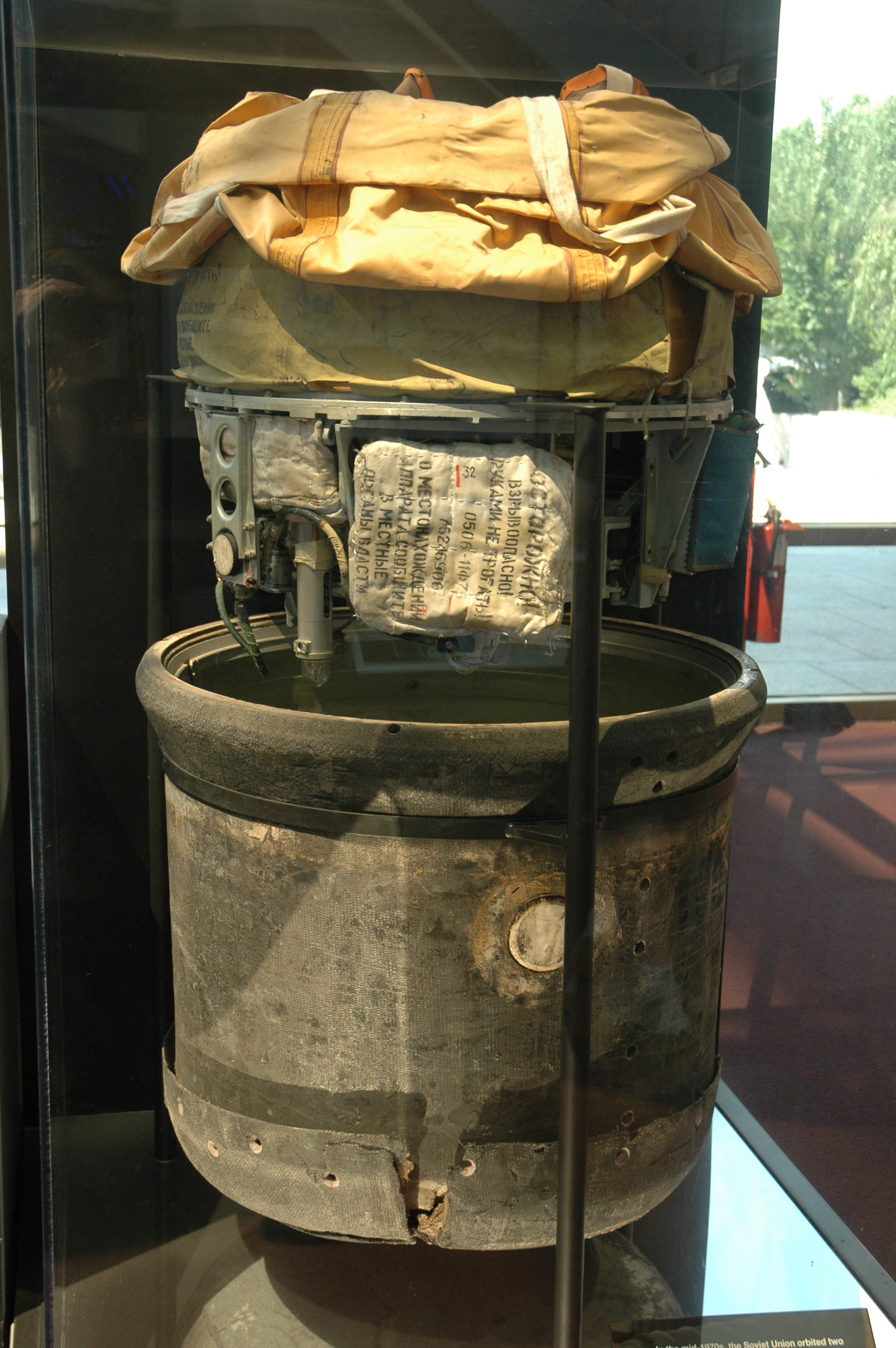
A Szaljut–5 visszatérő filmkapszulája

A Szojuz–24 legénysége 1977. február 7-én kapcsolódott az Szaljuthoz, és két hetet dolgozott rajta. Attól tartva, hogy az űrállomás levegője szennyezett, légzőmaszkban léptek a fedélzetre. Részben az űrállomás javítását, részben orvosi kísérleteket és felderítést végeztek.

### Szojuz–25
Tervezett indítás az űrállomáshoz, de az űrállomás orientációs hajtóműveinek alacsony üzemanyagszintje miatt nem tudott volna kapcsolódni az űrállomáshoz, ezért a Szojuz–25-t később a Szaljut–6-hoz indították.

## Jellemzői
Az űrállomás két dokkolóporttal rendelkezett, ami egyszerre két, Szojuz kapszula egyidejű csatlakozását tette lehetővé. Ez lehetett két, embereket szállító Szojuz űrhajó, vagy egy Szojuz űrhajó és egy felszerelést szállító, automata Progressz teherűrhajó. Ezzel a megoldással az űrállomás működési időtartama jelentősen növelhető volt.
Az űrállomás henger alakú, melynek hossza 15,8 m, legnagyobb átmérője 4,15 m, belsejében mintegy 90 m³ lakható térfogat állt rendelkezésre. Energiaellátását két pár napelem biztosította, amik összesen 3 kW teljesítményűek voltak. A felbocsátáskori tömege hozzávetőleg 18 900 kg volt. Az űrállomás manőverezésére egy módosított Szojuz hajtómű szolgált. Kialakítottak benne egy légzsilipet, ami űrsétát tett volna lehetővé, de ezt a Szaljutok küldetései során soha nem használták. A civil űrállomástól eltérően egy leválasztható adatkapszulával rendelkezett, amit a küldetés végén ki lehetett bocsátani, és visszajuttatni a Földre. A kapszula 1977. február 26-án ért földet.